# Episodi di Les Mystères de l'amour (seconda stagione)
La seconda stagione della serie televisiva Les Mystères de l'amour è andata in onda in Francia dal 5 novembre 2011 al 24 marzo 2012 sul canale Telemontecarlo.
In Italia è inedita.
| nº | Titolo originale             | Titolo italiano | Prima TV Francia | Prima TV Italia |
| -- | ---------------------------- | --------------- | ---------------- | --------------- |
| 1  | Une étrange locataire        |                 | 5 novembre 2011  |                 |
| 2  | Surveillance rapprochée      |                 | 5 novembre 2011  |                 |
| 3  | Comme un miracle             |                 | 12 novembre 2011 |                 |
| 4  | Manipulation                 |                 | 12 novembre 2011 |                 |
| 5  | Menaces                      |                 | 19 novembre 2011 |                 |
| 6  | Retournements                |                 | 19 novembre 2011 |                 |
| 7  | Disparition                  |                 | 26 novembre 2011 |                 |
| 8  | La traque                    |                 | 26 novembre 2011 |                 |
| 9  | Une attente insoutenable     |                 | 3 dicembre 2011  |                 |
| 10 | Attirance réciproque         |                 | 3 dicembre 2011  |                 |
| 11 | Sélection malhonnête         |                 | 10 dicembre 2011 |                 |
| 12 | Espionnage                   |                 | 10 dicembre 2011 |                 |
| 13 | Mémoire incertaine           |                 | 17 dicembre 2011 |                 |
| 14 | Chassé-croisé                |                 | 17 dicembre 2011 |                 |
| 15 | Rédemption                   |                 | 7 gennaio 2012   |                 |
| 16 | Dérapage amoureux            |                 | 14 gennaio 2012  |                 |
| 17 | Sorties dangereuses          |                 | 21 gennaio 2012  |                 |
| 18 | Dramatiques soupçons         |                 | 28 gennaio 2012  |                 |
| 19 | Mensonges et trahisons       |                 | 4 febbraio 2012  |                 |
| 20 | Des loups dans la bergerie   |                 | 11 febbraio 2012 |                 |
| 21 | Étranges réactions           |                 | 18 febbraio 2012 |                 |
| 22 | Trafics et confessions       |                 | 25 febbraio 2012 |                 |
| 23 | L'incroyable retour          |                 | 3 marzo 2012     |                 |
| 24 | Flagrants délits             |                 | 10 marzo 2012    |                 |
| 25 | Terribles aveux              |                 | 17 marzo 2012    |                 |
| 26 | Jusqu'à la prochaine fois... |                 | 24 marzo 2012    |                 |